# Tramway de Porto
Le réseau de tramway de Porto dessert la municipalité de Porto, au Portugal, et est exploité par la STCP (Sociedade de Transportes Colectivos do Porto).
Il  se compose de 3 lignes à écartement normal, à la différence du tramway de Lisbonne.

## Histoire
Le plus ancien tramway, datant de 1872, était tracté par des chevaux. Plus tard, la traction animale est remplacée par la vapeur. C'est seulement à partir de 1896 que le réseau de tramways s'est entièrement électrifié.
Bien que le tramway ait été un moyen de transport très répandu à la fin du XIXème siècle, il est rapidement remplacé par l'automobile dès le milieu du XXe siècle. 65 kilomètres de voies sont supprimés au cours des années 60. En 1974, Porto ne compte plus que 489 tramways en circulation.
Le musée du Tramway de Porto (Museu do Carro Eléctrico), situé dans l'ancienne centrale thermo-électrique de Massarelos, retrace l'histoire des tramways de Porto.
De nos jours, il ne reste que 3 lignes de tramways à Porto, dont la fonction est plus touristique que pratique.

## Lignes de tramways

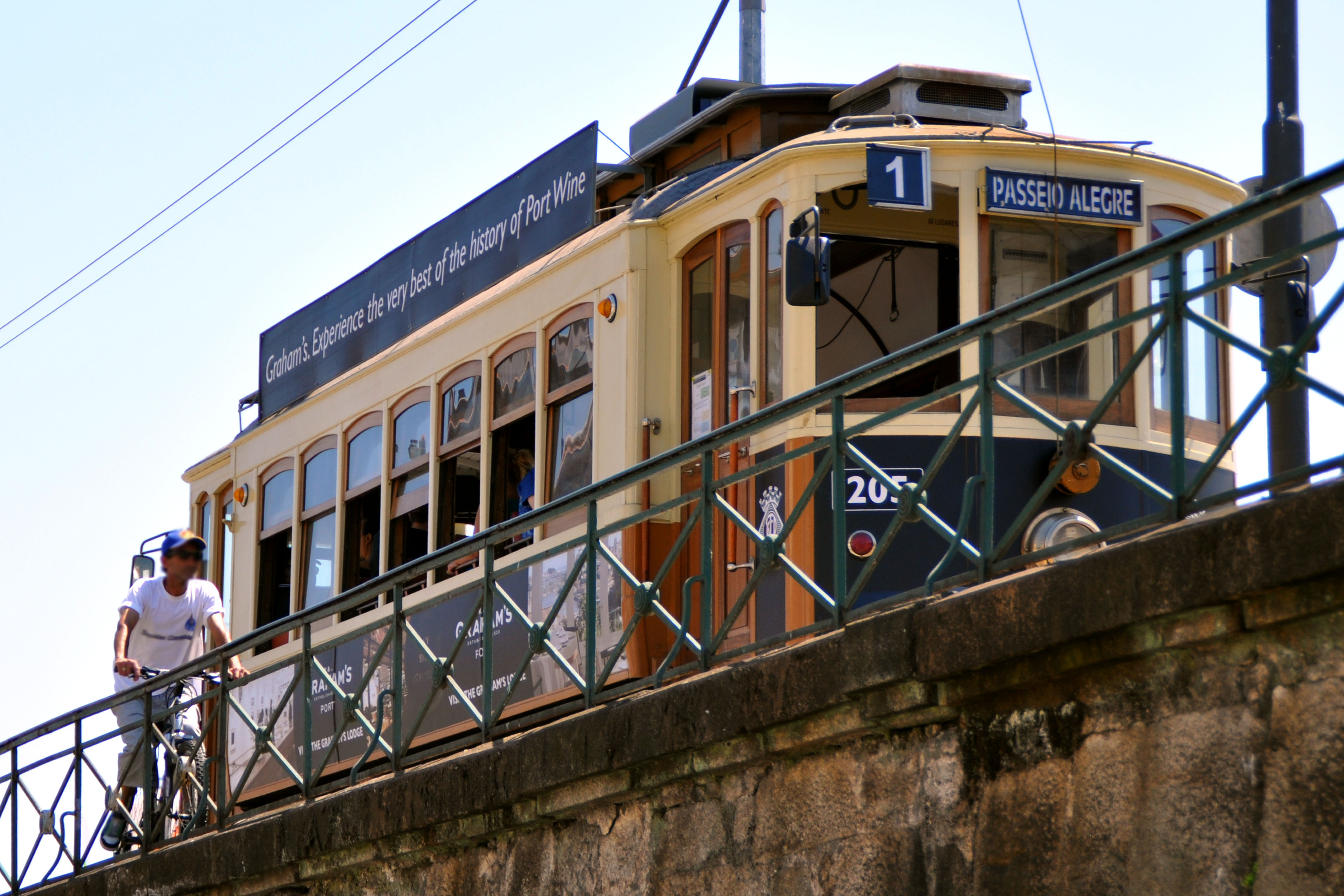
Tramway de la ligne 1 allant vers Passeio Alegre.

Les lignes encore en service à Porto :
- La ligne 1, entre Infante et Passeio Alegre
- La ligne 18, entre Massarelos et Carmo
- La ligne 22, entre Carmo et Guindais Batahla[4]